# Angraecum angustum
Espèce
Synonymes
- Mystacidium angustum Rolfe[1]

Angraecum angustum est une espèce de plantes à fleurs de la famille des Orchidaceae (les orchidées) et du genre Angraecum. Elle est présente principalement au Cameroun, mais également au Nigeria.